# Philotes sonoralba
Philotes sonoralba är en fjärilsart som beskrevs av Watson och Comstock 1920. Philotes sonoralba ingår i släktet Philotes och familjen juvelvingar. Inga underarter finns listade i Catalogue of Life.